# HD52847
HD52847 — хімічно пекулярна зоря спектрального класу
A0 й має видиму зоряну величину в смузі V приблизно  8,2.

## Пекулярний хімічний вміст
Зоряна атмосфера HD52847 має підвищений вміст 
Cr
.